# Nanožična baterija
Nanožična baterija koristi nanožice da poveća površinu jedne ili obe svoje elektrode, što poboljšava kapacitet baterije. Neki dizajnovi (silicijum, germanijum i oksidi prelaznih metala), varijacije litijum-jonske baterije su najavljeni, iako nijedan nije komercijalno dostupan. Svi koncepti zamenjuju tradicionalnu grafitnu anodu i mogu poboljšati performanse baterije. Svaki tip baterija sa nanožicom ima specifične prednosti i nedostatke, ali svima njima zajednički izazov je njihova krhkost.

## Silicijum
Silicijum je atraktivan materijal za primenu kao anode za litijumske baterije zbog svog potencijala pražnjenja i visokog teoretskog kapaciteta punjenja (deset puta većeg od onog kod tipičnih grafitnih anoda koje se trenutno koriste u industriji). Nanožice bi mogle poboljšati ova svojstva povećanjem količine raspoložive površine u kontaktu sa elektrolitom, povećanjem gustine snage anode i omogućavanjem bržeg punjenja i pražnjenja. Međutim, silicijum nabubri i do 400% jer se legira sa litijumom tokom punjenja, što dovodi do njegovog loma. Ovo proširenje zapremine se dešava anizotropno, uzrokovano širenjem pukotine neposredno nakon pokretnog fronta litijacije. Ove pukotine dovode do usitnjavanja i značajnog gubitka kapaciteta koji je primetan u prvih nekoliko ciklusa.
Nanožice mogu pomoći u ublažavanju proširenja zapremine. Mali prečnik nano žice omogućava poboljšano prilagođavanje promena zapremine tokom litiranja. Još jedna prednost je da, pošto su sve nanožice pričvršćene za kolektor struje, mogu poslužiti kao direktni putevi za transport punjenja. Nasuprot tome, u elektrodama zasnovanim na česticama, naelektrisanja su primorana da se kreću od čestice do čestice, što je manje efikasan proces. Silicijumske nanožice imaju teoretski kapacitet od otprilike 4.200 mAh g−1, veći od onih drugih oblika silicijuma i mnogo veći od grafita (372 mAh g−1).
Kao i grafitne anode, silicijumske anode formiraju slojeve pasivacije (interfaze čvrstog elektrolita) na svojim površinama tokom prvog ciklusa punjenja. Oblaganje silicijumskih nanožica ugljenikom može poboljšati stabilnost ovih slojeva.
Doping nečistoća, kao što su fosfor ili bor, u anodu od nanožice takođe može poboljšati performanse povećanjem provodljivosti.

## Germanijum
Tvrdilo se da anoda koja koristi germanijumsku nanožicu ima sposobnost da poveća gustinu energije i trajnost ciklusa litijum-jonskih baterija. Kao i silicijum, germanijum ima visok teoretski kapacitet (1600 mAh g−1), širi se tokom punjenja i raspada nakon malog broja ciklusa. Međutim, germanijum je 400 puta efikasniji u interkaliranju litijuma od silicijuma, što ga čini atraktivnim anodnim materijalom. Za anode se tvrdilo da zadržavaju kapacitet od 900 mAh/g nakon 1100 ciklusa, čak i pri brzinama pražnjenja od 20-100C. Ovaj učinak se pripisuje restrukturiranju nanožica koje se dešava u prvih 100 ciklusa da bi se formirala mehanički robusna, kontinuirano porozna mreža. Jednom formirana, restrukturirana anoda nakon toga gubi samo 0,01% kapaciteta po ciklusu. Materijal formira stabilnu strukturu nakon ovih početnih ciklusa koja je sposobna da se odupre pulverizaciji. Godine 2014, istraživači su razvili jednostavan način za proizvodnju nanožica od germanijuma iz vodenog rastvora.

## Literatura
- „Stanford's nanowire battery holds 10 times the charge of existing ones”. Stanford News Service. 2007-12-18. Архивирано из оригинала 2008-02-01. г.
- „Nanowire battery can hold 10 times the charge of existing lithium-ion battery”. Stanford News Service. 2007-12-18.
- „Nanowire battery holds 10 times the charge of existing ones”. Physorg.com. 2007-12-18.
- Chan, CK; Peng, H; Liu, G; McIlwrath, K; Zhang, XF; Huggins, RA; Cui, Y (2007-12-16). „High-performance lithium battery anodes using silicon nanowires”. Nature Nanotechnology. 3 (1): 31—5. Bibcode:2008NatNa...3...31C. PMID 18654447. doi:10.1038/nnano.2007.411.
- „A Short Introduction to Lithium-Ion Batteries”. Amprius. 2009-12-11. Архивирано из оригинала 2009-12-21. г.

## Spoljašnje veze
- Graphene-Silicon Anodes for Li-ion Batteries Go Commercial.
- XGS presents new silicon-graphene anode materials for lithium-ion batteries.